# Court Tomb von Tervillin

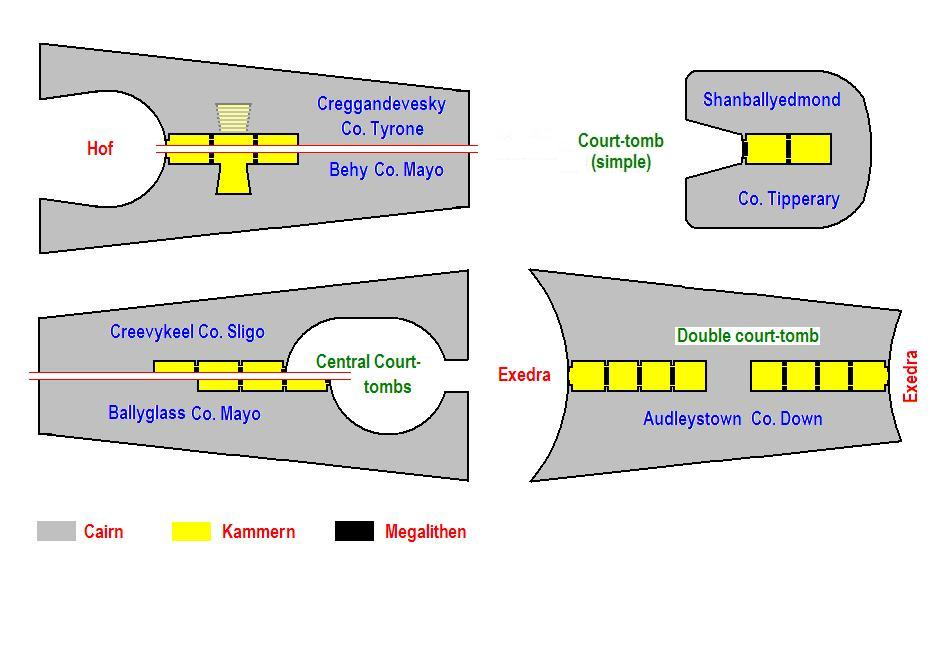
Grundrisse von Court Tombs

Das gestörte Court Tomb von Tervillin (auch als Cloghafadd bekannt, von irisch clocha fada, „lange Steine“, daher auch Long Stone genannt) liegt im Townland Tervillin östlich von Ballycastle im County Antrim in Nordirland. 
Court Tombs gehören zu den megalithischen Kammergräbern (englisch chambered tombs) in Irland und Großbritannien. Sie werden mit etwa 400 Exemplaren nahezu ausschließlich in Ulster im Norden der Republik Irland beziehungsweise in Nordirland gefunden.
Das 2008 untersuchte Court Tomb wurde auf einer 36 m langen und 20 m breiten künstlichen Plattform errichtet. Der eingeebnete Bereich ragt aus einem Nordhang und ist am anderen Ende über 3,0 Meter hoch. Der nach Nordosten gerichtete Hof war etwa 6 Meter breit und tief. Einige der teilweise 1,5 Meter hohen Steine der Exedra befinden sich in situ. Aus der etwa 9 Meter langen Galerie sind zu wenige Steine erhalten, um ihre interne Abmessung zu ermitteln. Es ist schwierig, den  Cairn vom Umfeld zu unterscheiden, aber einige Randsteine sind erkennbar. Vom Court Tomb ist Rathlin Island zu sehen. 
In der Nähe stehen die Culfeightrin Stones, und im nördlich benachbarten Townland Cross liegt das Passage Tomb von Cross, im östlichen das von West Torr.